# Micronauti
Micronauti (Micronauts) sono una serie di action figure prodotte dall'azienda statunitense Mego, dalla metà degli anni settanta fino ai primi anni ottanta, basate su quella della giapponese Microman, della Takara.

## Storia
Si trattava di una serie di action figures che rappresentavano personaggi fantascientifici ispirati ai robot degli anime e manga giapponesi dell'epoca. Alcune riprendevano le action figures classiche dei Microman, ispirate ai protagonisti dei G.I. Joe, altri, divenuti più famosi, come Baron Karza, erano quasi identici a Jeeg della serie Jeeg robot d'acciaio. In effetti il progetto derivava da quello dei giocattoli di Jeeg, con tanto di parti del corpo smontabili e collegabili tramite calamite che differivano solo per il colore e la forma della testa e in Italia furono tra i modelli più diffusi. A queste due linee si aggiungeva una linea di mezzi e basi spaziali e degli alieni.
Un'altra fonte di ispirazione evidente, almeno per alcuni modelli della serie, era Guerre stellari, in particolare il personaggio di Dart Fener per Baron Karza e i soldati imperiali per Force Commander, oltre alla presenza di spade laser in alcune delle action figures non magnetiche, come nei Galactic Defender (ripresi dal modello dei Takara Microman M17X Command 3).
La linea ebbe un grandissimo successo in tutto il mondo, portando alla Mego un fatturato di oltre trenta milioni di dollari all'anno. Furono vendute licenze ad altre case per la produzione di gadget correlati, per esempio puzzle.
La Marvel realizzò una serie di fumetti omonima. Oltre ai personaggi principali, la Mego produsse una quantità di articoli correlati, inclusi veicoli e cavalcature robotiche per i micronauti e la Micronite, una sostanza gommosa rosa simile al pongo e venduta all'interno di un asteroide di plastica.
Molti di questi articoli rivelano in modo ancora più evidente la relazione fra i Micronauti e le serie anime, in particolare per il modo in cui diversi modelli Micronauti potevano scomporsi in componenti e mutare forma combinandosi fra loro, proprio come Jeeg e molti altri robot giganti giapponesi.
In Italia la serie raggiunse il culmine della popolarità all'epoca dei personaggi Baron Karza e Force Commander (con le relative cavalcature Andromeda e Oberon) e la GiG, distributrice sia dei Micronauti che di altri prodotti Takara (come i Transformers), prese accordi con questa per produrre dei nuovi personaggi che vennero distribuiti quasi esclusivamente sul territorio italiano, come King Atlas e Green Baron, essenzialmente identici a Karza e Commander, con solo la forma della testa differente ed uguale tra loro, rispettivamente di colore rosso e verde. Minore distribuzione ebbero successivi prodotti come Red Falcon, che aveva un maggiore numero di accessori e proponeva un corpo differente da quello degli altri modelli.
I giocattoli di questa serie sono rinomati e costituiscono oggi rarità che, nel caso di serie complete e in buono stato, possono anche avere un valore economico non irrilevante nel mercato dei collezionisti.
A metà degli anni ottanta negli Stati Uniti tornarono sugli scaffali dei negozi alcuni dei Micronauti originali, ma con colori leggermente differenti, con la riduzione delle parti metalliche (sostituite da una plastica non sempre di qualità elevata) e con il nuovo nome The Inter-changeables. La serie non aveva apparentemente nessun richiamo con quella precedente, ed anche i nomi dei personaggi vennero cambiati. Le vendite, tuttavia, non furono soddisfacenti e la serie venne chiusa dopo poco tempo. La Gig in Italia tentò un'operazione simile, limitata però alle sei sole action figures stile Jeeg, mantenendo i legami con la vecchia serie (la linea venne chiamata Nuovi Micronauti e i nomi dei personaggi non furono cambiati, a differenza dell'edizione statunitense).
Nel 2002/03 la Palisades Toy ripropose i Micronauti sul mercato, sia in riedizioni fedeli a quelle originali, sia con versioni ottenute dagli stessi stampi ma con colori differenti (o in versione realizzata con plastica trasparente), tra cui una linea a tiratura ridotta in plastica dorata. Alcuni dei modelli (es. Red Falcon), per essere venduti nelle versioni originali che violavano le norme di sicurezza sui giocattoli attuali in quel periodo, vennero commercializzati con il divieto di acquisto per i minorenni e l'indicazione che non si trattava di giocattoli.

## Caratteristiche
Molti modelli della serie dei Micronauti erano inizialmente dotati di lanciarazzi che scagliavano proiettili di plastica a distanza. Il 31 dicembre 1978, un bambino di Atlanta (Stati Uniti) morì di soffocamento per essersi sparato un proiettile in gola con un modellino di Viper (un caccia spaziale della serie fantascientifica Galactica), e la Mattel, casa produttrice del modellino, ricevette una denuncia che la costrinse a modificare l'intera linea di giochi per eliminare i meccanismi di lancio dei proiettili, anche se questo non impedì a numerosi modelli di essere posti in vendita con i lanciamissili, spesso con i dardi sostituiti da una sorta di proiettile a testa sferica, gommosaì. Nello stesso periodo, la Mego prese a distribuire i Micronauti con i razzi incollati e non più proiettili.

## Modelli della serie
Le date fanno riferimento alla commercializzazione negli Stati uniti.

### Prima serie (1976)
Action-figures non magnetiche
- Time Traveler
- Galactic Warrior
- Space Glider
- Acroyear

Veicoli
- Photon Sled
- Ultronic Scooter
- Crater Cruncher
- Hydra
- Galactic Cruiser
- Hydro Copter
- Biotron
- Warp Racer (una specie di auto da Formula 1 degli anni 70)

Basi e Play-set
- Mobile Exploration Lab
- Astro Station
- Microtron
- Stratastation

### Seconda serie (1977)
Action-figures non magnetiche
- Pharoid (Primo tipo, identico al Takara Microman M16X Command 2)
- Pharoid (Secondo tipo, lieve modifica della testa e cancellazione di un kanji presente sul tipo 1)
- Acroyear II

Action-figures magnetiche
- Baron Karza
- Force Commander
- Andromeda (cavalcatura di Baron Karza)
- Oberon (cavalcatura di Force Commander)

Veicoli
- Giant Acroyear
- Neon Orbitor
- Rhodium Orbitor
- Thorium Orbitor
- Aquatron
- Battle Cruiser

### Terza serie (1978)
Action-figures non magnetiche
- Galactic Defender
- Nemesis
- Phobos

Veicoli
- Star Searcher
- Taurion
- Solarion
- Alpha Tron
- Gamma Tron
- Beta Tron

Basi e Play-set
- Microrail City
- Interplanetary HQ
- Galactic Command Center
- Satellite Survey Station
- Mega City
- Carrio

### Quarta serie (1979)
Alcuni di questi modelli furono prodotti dalla Gig e distribuiti principalmente in Italia, raggiungendo solo in pochi esemplari il mercato statunitense.
Action-figures non magnetiche
- Repto
- Antron
- Membros
- Centaurus
- Kronos
- Lobros
- Opaque Time Traveler

Veicoli
- Hornetroid
- Star Defender
- Terraphant
- Ampzilla
- Lobstros
- Sharkos

Basi e Play-set
- Rocket Tube

### Quinta serie (1980)
Questi modelli furono prodotti dalla Gig e distribuiti principalmente in Italia, raggiungendo solo in pochi esemplari il mercato statunitense.
Action-figures magnetiche
- Emperor
- Megas (cavalcatura di Emperor)
- King Atlas
- Lantaurion (cavalcatura di King Atlas)
- Green Baron
- Pegasus (cavalcatura di Green Baron)
- Red Falcon

### The Inter-Changeables prima serie (1985 circa)
Le confezioni sul mercato statunitense riportavano la HourToy come produttrice.
Action-figures non magnetiche
- Cosmo-Man (basato su Time Traveler)
- Cosmic Warp Chamber (basato su Pharoid)

Action-figures magnetiche
- Captain Cosmo (basato su Force Commander)
- Count Magno (basato su Baron Karza)
- Lord Meto (basato su Emperor)
- Cosmo Steed (basato su Oberon)
- Magna Steed (basato su Andromeda)
- Metallion (basato su Megas)

Veicoli
- Cosmic Amphi-Copter (basato su Hydro Copter)
- C.I.R.E.S (basato su Giant Acroyear)
- CosmoBot (basato su Biotron)

Basi e Play-set
- C.E.D.M (basato su Astro Station)
- C.I.T.S (basato su Stratastation)
- C.I.E.L (basato su Mobile Exploration Lab)
- C.A.R.P (basato su Microtron)

### The Inter-Changeables seconda serie (1986 circa)
Questa serie presentava gli stessi modelli della prima, ma con molte delle parti colorate sostituite in plastica color argento e senza alcune parti metalliche. Vi erano confezioni presenti sul mercato statunitense che riportavano la M&D Toys come produttrice, altre la HourToy.
Action-figures non magnetiche
- Cosmo-Man (basato su Time Traveler)
- Cosmic Warp Chamber (basato su Pharoid)

Action-figures magnetiche
- Captain Cosmo (basato su Force Commander)
- Count Magno (basato su Baron Karza)
- Lord Meto (basato su Emperor)
- Cosmo Steed (basato su Oberon)
- Magna Steed (basato su Andromeda)
- Metallion (basato su Megas)

Veicoli
- Cosmic Amphi-Copter (basato su Hydro Copter)
- C.I.R.E.S (basato su Giant Acroyear)
- CosmoBot (basato su Biotron)
- Terrobot (basato su Biotron)
- Cosmic Attack Cruiser (basato su Battle Cruiser)

Basi e Play-set
- C.E.D.M (basato su Astro Station)
- C.I.T.S (basato su Stratastation)
- C.I.E.L (basato su Mobile Exploration Lab)
- C.A.R.P (basato su Microtron)

### Nuovi Micronauti
Action-figures magnetiche
- Baron Karza
- Force Commander
- Emperor
- Andromeda (cavalcatura di Baron Karza)
- Oberon (cavalcatura di Force Commander)
- Megas (cavalcatura di Empeor)

### I modelli magnetici
I più noti sul mercato italiano, anche grazie all'estrema somiglianza con Jeeg, erano costituiti da un corpo con gli arti e la testa staccabili e tenuti uniti da calamite.
Ogni action figure umanoide era corredata da due trivelle e due razzi che potevano essere collocati sulla schiena, e con alcuni agganci con calamita per inserire queste trivelle al posto degli arti o della testa. Un meccanismo a molla nell'avambraccio permetteva di lanciare i pugni o eventualmente la punta delle trivelle. Nell'addome era presente un meccanismo a molla che permetteva di lanciare un piccolo missile dalla punta arrotondata (richiamo anche questo al raggio protonico, l'arma finale di Jeeg e al missile centrale dei due Mazinga).
Le action figures a forma di cavallo avevano la possibilità di sostituire le gambe con delle ruote che richiamavano alla memoria quelle delle bighe romane, di separare la testa dal corpo, oltre ad avere due lanciarazzi con un meccanismo a molla che potevano essere collegati sia ai lati del cavallo sia agli agganci magnetici e posizionati al posto degli arti della figura umanoide. Il personaggio in forma umanoide poteva inserirsi al posto della testa, per dare vita ad una specie di centauro.
Molta della oggettistica presente aveva un passo standard, in modo da essere intercambiabile, e lo stesso passo si trovava anche nell'oggettistica presente in altri giocattoli della Takara, come alcuni dei primi Transformers.
- Baron Karza, di colore nero con i particolari rossi (tra cui le trivelle e i missili). La testa aveva una specie di corona di spine e il viso ricordava vagamente quello dei Mazinga
- Andromeda cavalcatura di Baron Karza, di colore nero con particolari grigi, e missili e ruote rossi
- Force Commander di colore bianco, con i particolari rossi (tra cui le trivelle e i missili). La testa aveva alcune decorazioni che ricordavano i respiratori presenti sulle tute spaziali degli Stormtrooper di Guerre stellari
- Oberon cavalcatura di Force Commander, di colore bianco con missili e ruote rossi
- King Atlas di colore rosso scuro, con i particolari neri (tra cui le trivelle e i missili). La testa era uguale a quella di Green Baron
- Lantaurion cavalcatura di King Atlas, rosso scuro con i particolari neri, e missili e ruote nere. La testa differiva da quella equina di Andromeda e Oberon e aveva occhi simili a quelli di un insetto oltre ad una bocca che per come era disegnata appariva dotata di denti aguzzi
- Green Baron di colore verde, con i particolari neri (tra cui le trivelle e i missili). La testa era uguale a quella di King Atlas
- Pegasus cavalcatura di Green Baron, verde con i particolari neri, e missili e ruote nere. La testa era uguale a quella di Lantaurion
- Emperor di colore dorato con gli arti e la testa neri, aveva parti fosforescenti (tra cui una coppia di pugni in più) e alcuni gadget in più rispetto ai modelli precedenti (una spada dorata e un mantello di gomma), e fu il primo dei micronauti ad avere i proiettili di gomma, invece di quelli a punta.
- Megas cavalcatura di Emperor, dorato con i particolari e la testa neri. Come il suo cavaliere aveva i proiettili di gomma, invece di quelli a punta.
- Red Falcon più complesso degli altri micronauti, leggermente più longilineo, non basato sul modello originale di Jeeg, ma su quello di un altro giocattolo magnetico della Takara raffigurante Death Cross, il protagonista di un telefilm simile a Ultraman o Megaloman. Il torace era trasparente, e mostrava una zona sottostante argentata che riproduceva una struttura simil-meccanica, mentre il resto del corpo era azzurro e rosso. Era dotato di una specie di falco robotico con cui poteva combinarsi grazie alle calamite e di una spada argentata. Non era dotato delle solite trivelle né del missile centrale, ma le ali del falco potevano essere fissate alla schiena o collegate con calamite al posto delle braccia e un meccanismo a molla nel corpo del falco permetteva di lanciare la testa.

Nella prima serie di The Inter-changeables e nell'italiana Nuovi Micronauti vennero prodotti dei rifacimenti Force Commander (Captain Cosmo nell'edizione statunitense), di Baron Karza (Count Magno nell'edizione statunitense) e Emperor (Lord Meto nell'edizione statunitense) con le rispettive cavalcature (rinominate nell'edizione statunitense rispettivamente Cosmo Steed, Magna Steed e Metallion). La differenza rispetto alle versioni originali era nella presenza di missili con la punta di gomma, una plastica di qualità più economica e colori leggermente differenti: Baron Karza era color canna di fucile invece che nero, Oberon era rosso con particolari bianchi, Andromeda aveva particolari rossi invece che grigi. Metallion, la riedizione statunitense di Megas, aveva la testa di colore nero uguale a quella di Lantaurion e Pegasus, con gli occhi da insetto dipinti di colore verde chiaro (forse fosforescente), ed è considerato in questa versione tra i modelli più rari.
La seconda serie di The Inter-changeables riproponeva, tra le altre, queste sei action figures, ma con colori "grigio/argentati" (chiari per Captain Cosmo e scuri per Count Magno).

## Gli eredi
Dopo i micronauti vennero commercializzate dalla Mego anche delle action figures magnetiche dei supereroi Marvel Comics e DC Comics (Hulk, Superman, Batman, Spiderman), anche queste importate e vendute in Italia dalla Gig.
La Gig produsse direttamente anche quattro action figures magnetiche di ispirazione fantasy, simili per funzionamento ai Micronauti, rinominate Fantanauti (su licenza della Takara):
- Totila, un personaggio "buono", raffigurato come un barbaro stile Conan, munito di diverse armi bianche ed uno scudo argentato;
- Wiscid, il  "malvagio" per eccellenza, di colore verde e simile ad un rettile (probabilmente doveva raffigurare un'armatura di scaglie di drago), munito di diverse armi bianche, di uno scudo dorato e di un elmetto dello stesso colore verde del corpo;
- Uragan l'unicorno, la cavalcatura di Totila simile ad Andromeda  dei Micronauti (anche in questo caso le gambe potevano essere sostituire da 4 ruote);
- Venefic il drago,  la cavalcatura di Wiscid, simile a Uragan ma con la testa di drago.

## Altri media
Precedentemente Tom Wheeler fu associato come scrittore di un adattamento cinematografico dei Micronauti. Il sito web Deadline il 20 novembre 2015 informò che Akiva Goldsman, reduce da una produttiva sessione di brainstorming e dalla guida di una Stanza degli Scrittori per i successivi capitoli del franchise, non si sarebbe occupato più della sceneggiatura di Transformers 5 perché la Hasbro e la Paramount avevano deciso di ingaggiarlo per dar vita a nuove Stanze degli Scrittori che avrebbero stabilito il destino di altre due proprietà Hasbro, G.I. Joe e Micronauti. A quel proposito, non era chiaro se Tom Wheeler sarebbe ancora stato collegato ai Micronauti.